# Toulgoetodes
Toulgoetodes és un gènere d'arnes de la família Crambidae.

## Taxonomia
- Toulgoetodes boudinoti Leraut, 1988
- Toulgoetodes pallida Leraut, 1988
- Toulgoetodes tersella (Zeller, 1872)
- Toulgoetodes toulgoeti Leraut, 1988